# Adam Liptak

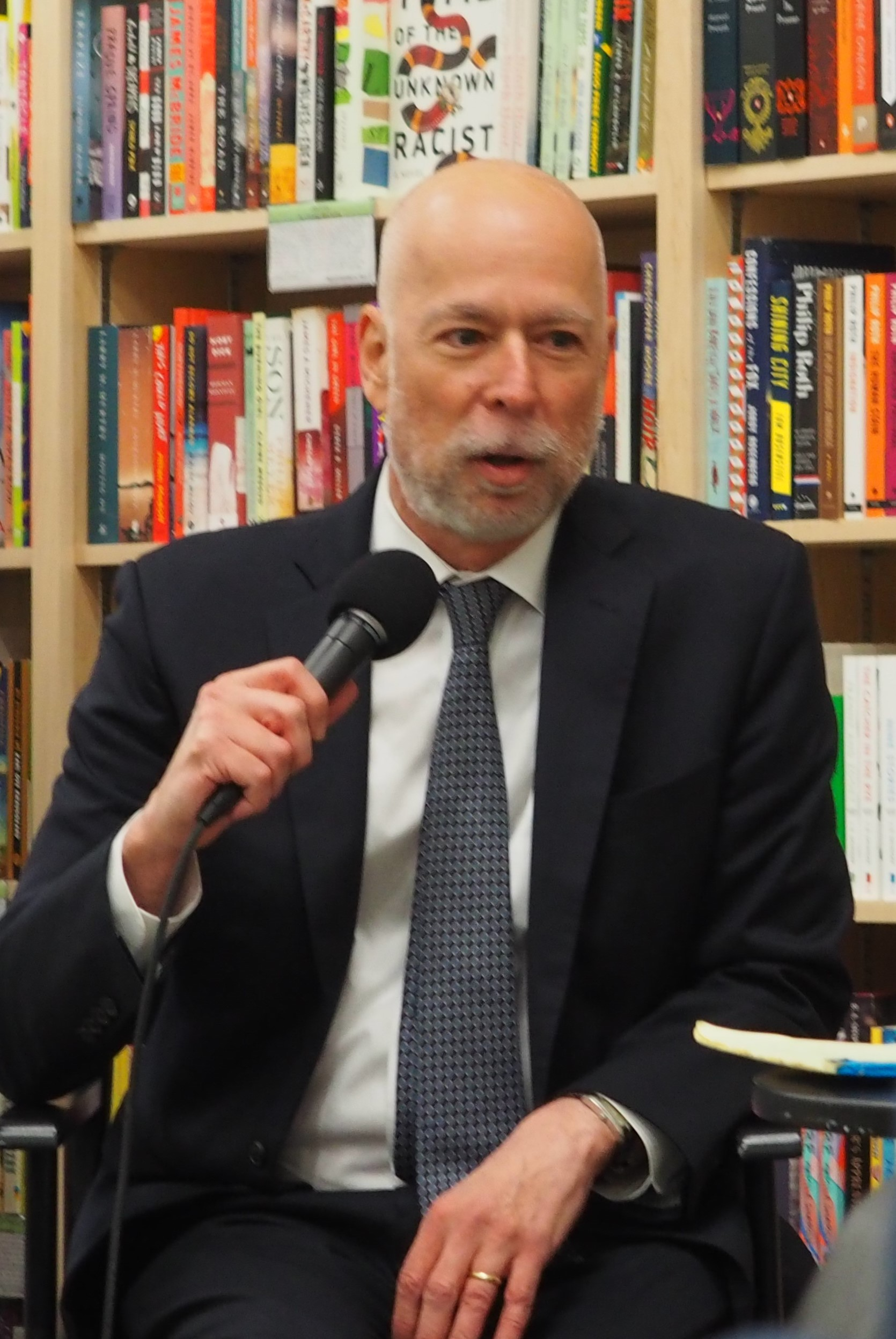
Adam Liptak (2019)

Adam Liptak (* 2. September 1960 in Stamford, Connecticut) ist ein US-amerikanischer Jurist und Journalist.

## Leben
Liptak schloss 1984 sein Studium der englischen Literatur an der Yale University mit Auszeichnung (cum laude) ab und war Mitglied der Redaktion des Yale Daily News Magazine. Anschließend studierte er an der Yale Law School, wo er 1988 den Grad des Juris Doctor (J.D.) erwarb. Während seines Studiums arbeitete er als Sommerpraktikant in der Rechtsabteilung der New York Times Company.
Nach seinem Abschluss arbeitete Liptak als Anwalt bei der Kanzlei Cahill Gordon & Reindel in New York City, wo er sich auf Fragen des ersten Verfassungszusatzes spezialisierte. 1992 kehrte er zur New York Times zurück, diesmal als Rechtsberater, und übernahm später die Rolle des Senior Counsel. In dieser Position beriet er die Zeitung in Fragen des Medienrechts, wie Verleumdung, Datenschutz und Recherchemethoden.
2002 wechselte Liptak in die Redaktion der New York Times und war zunächst als nationaler Rechtskorrespondent tätig. Seit 2008 berichtet er als Gerichtsreporter über den Obersten Gerichtshof der Vereinigten Staaten. Zudem schreibt er seit 2007 die Kolumne Sidebar, die sich mit rechtlichen Entwicklungen befasst.

## Werk und Auszeichnungen
Liptak hat zahlreiche Artikel und Essays in renommierten Publikationen wie The New Yorker, Vanity Fair, Rolling Stone und Business Week veröffentlicht. Seine juristischen Fachartikel sind in Fachzeitschriften wie der Michigan Law Review und dem Cardozo Arts and Entertainment Law Journal erschienen.
Am 18. Mai 2008 verlieh ihm die Hofstra University die „Presidential Medal“. 2009 war er Finalist für den Pulitzer-Preis für Hintergrundberichterstattung. 2010 erhielt er den Scripps Howard Award für seine Berichterstattung über den Obersten Gerichtshof unter Vorsitz von John G. Roberts Jr.
2014 erhielt er die Ehrendoktorwürde des College of Law der Stetson University, Florida. 2020 wurde Liptak in die American Academy of Arts and Sciences gewählt.

## Lehrtätigkeit
Liptak hat als Gastdozent Kurse über den ersten Verfassungszusatz und den Obersten Gerichtshof an der Yale Law School, der UCLA School of Law, der USC Gould School of Law und der Columbia University School of Journalism gehalten.

## Privates
Adam Liptak lebt in Washington, D.C. mit seiner Frau, die als Tierärztin arbeitet, und zwei Kindern.